# مارتین ارات
مارتین ارات (چکی: Martin Erat؛ زادهٔ ۲۹ اوت ۱۹۸۱) بازیکن هاکی روی یخ اهل جمهوری چک است.
از باشگاه‌هایی که در آن بازی کرده‌است می‌توان به فینیکس کایوتیس اشاره کرد.